# FORMOSAT-5
FORMOSAT-5 (フォルモサ衛星5号/フォルモサット5、中国語:福爾摩沙衛星五號) は2017年に打ち上げられた台湾の人工衛星。地球観測衛星としてFORMOSAT-2の画像撮影を引き継ぐと同時に、電離層におけるプラズマを観測する科学衛星としての役割を合わせ持つ。また台湾が初の自主開発を達成した人工衛星でもある。

## 概要
2004年に打ち上げられ2016年まで稼働した地球観測衛星FORMOSAT-2の後継機として、2005年にFORMOSAT-5の計画が開始された。従来機のFORMOSAT-2は主契約業者のEADS アストリアムによって衛星プラットフォームと搭載センサーが製造されたが、FORMOSAT-5においては台湾国家宇宙センター(NSPO)の第二期宇宙技術長期計画として衛星技術の国産化が目指され、その統括の下で産学共同の開発体制が取られた。FORMOSAT-5の外観は外径1.6m、高さ2.8mの8角柱で燃料を含めた打ち上げ時の重量は475kg。開発製造に要した費用は56億5900万台湾元であった。打ち上げ後はリモートセンシング衛星としてFORMOSAT-2の役割を引き継ぎ、環境保全、防災、安全保障、都市計画などに活用される。また電離層のプラズマイオンの変動を観測することによって、地震予知や宇宙天気予報に関わる新たな知見を加えることが期待されている。
当初はスペースX社のファルコン9フル・スラストによって2016年の打ち上げが予定されていたが、9月に起きた同ロケットの爆発事故によってスケジュールに約1年の遅延が生じた。台湾標準時の2017年8月25日午前2時51分に、アメリカのヴァンデンバーグ空軍基地から打ち上げられた。

## 搭載機器
- リモートセンシング・イメージャ RSI (Remote Sensing Imager)

観測幅は24km、解像度はパンクロマチック2m、マルチスペクトル4m。マルチスペクトルの観測波長は可視光3色（青/緑/赤）と近赤外線の4バンド。集光部は口径45cmのカセグレン望遠鏡を用い、センサー素子には光学衛星としてはじめてCMOSイメージセンサを採用した。撮像方式は帯状に走査したイメージを合成処理するプッシュブルームイメージャである。NSPOが中心となり、国家実験研究院（NARLabs）に属する計器技術研究センター（ITRC）などの研究機関、漢翔航空工業など台湾国内の企業が参加して開発に当たった。
- 先進電離層測定プローブ AIP (Advanced Ionospheric Probe)

ラングミュア探針・逆電位アナライザ・イオントラップ・イオンドリフトメーターの機能を兼ね備え、これらの観測モードを順次切り替えて電離層のプラズマイオンを観測する。アルミニウム合金に金のコーティングが施された装置の外形は一辺10cmのコンパクトな直方体であり、ルービックキューブを思わせる形状から「宇宙キューブ」の愛称で呼ばれる。台湾国立中央大学の宇宙科学研究所とオプトメカトロニクス研究所によって開発された。